# Недялков, Христо
Христо Недялков (болг. Христо Янков Недялков; 23 декабря 1864, Тырново — 11 ноября 1943, София) — болгарский генерал-майор, герой Первой мировой войны. Автор исторических исследований на военную тематику и воспоминаний.

## Биография
Родился в 1864 в городе Тырново. Начальное образование получил в родном городе, затем учился в Петропавловской духовной семинарии города Лясковец, а в 1881—1884 в Военном училище в Софии. С 1884 — подпоручик.
Во время Сербско-болгарской войны (1885) был командиром роты 4-го пехотного плевнского полка и участвовал в боях при Врабче и Сливнице, лично подавая пример храбрости и отваги.
В 1908 был назначен заместителем командира 6-го тырновского полка. Участвовал в Первой Балканской войне как командир 24-го Черноморского полка и отличился в боях под Бунархисаром (ныне на территории Турции).
Во время Второй Балканской войны командовал 4-й армией в Македонии в битвах на реке Брегалница, в Штыпе, Кочане и Калиманце.
В 1915—1916 гг. командовал первой бригадой 1-й Софийской пехотной дивизии в боевых действиях при Пироте, Белой Паланке, Лесковеце, реке Ябланице.
Будучи командиром 1-й бригады 1-й дивизии, принимал участие в атаке на Тутракан 5 — 6 сентября 1916. Тогда 1-й пехотный полк болгарской армии пленил боевое знамя 84-го пехотного полка Армии Румынии. А вся бригада пленила в Тутракане 19 румынских пушек и 8,500 румынских воинов.
19 сентября 1916 перешел на должность начальника Первой дивизии, на которой оставался до конца войны Первой мировой войны. Далее провел успешные бои в Кубадине, а 24 октября 1916 торжественно вошел в румынский город Черна Вода.
20 мая 1917 получил звание генерал-майора.

## Публикации
- Причини за поражението на нашата армия и критически очерк на септемврийските събития, София 1921, 31 с
- Първа пехотна Софийска дивизия на Македонския фронт през втората половина на месец септември 1918 г., София 1921, 80 с
- Чаталджа. Спомени и впечатления на участник, София 1924, 52 с.

## Награды
- Орден «За храбрость» II и II ступеней 1 класса
- Орден «Святой Александр» II и III степеней с мечами в середине, V степени без мечей
- Орден «За заслуги» IV степени на обычной ленте